# Набуливу, Ноэлин
Ноэлин Набуливу (англ. Noelene Nabulivou; род. XX век) — фиджийская активистка по вопросам изменения климата, устойчивого развития и гендерного равенства. Она является соучредительницей и политическим советницей организации Diverse Voices and Action for Equality (DIVA), которая продвигает климатическую справедливость, сокращение насилия в отношении женщин, права человека и права ЛГБТК.

## Биография
Выросла в Перте (Австралия) и на Фиджи. В Перте участвовала в работе небольших анархистских коллективов, групп мигрантов и коренных народов, а также в проектах общественного искусства. Изучала международные отношения и исследование мира в университете, а также имеет диплом в области общественных искусств.
В религиозной и патриархальной культуре своего родительского дома, будучи дочерью методистского священника, не проявляла себя лесбиянкой до тех пор, пока ей не исполнилось 35 лет. По воспоминаниям, стать открытой лесбиянкой не казалось возможным для её поколения, и на Фиджи однополые браки и усыновление гомосексуальными парами остаются незаконными. Она пишет о продолжающейся дискриминации и гомофобии в повседневной жизни.
Живет в Суве со своей женой, дочерью и большой семьей.

## Общественная деятельность
Активно выступает в качестве представителя Фиджи и Тихоокеанского региона в рабочих группах Организации Объединённых Наций, таких как: Малые островные развивающиеся государства, Конференция ООН по устойчивому развитию Рио+20 и Повестка дня 2030 года (Цели устойчивого развития Организации Объединённых Наций).
Также сотрудничает с организацией «Альтернативы развития» вместе с женщинами для новой эры (DAWN) и Тихоокеанской феминистской коалицией по сексуальному и репродуктивному здоровью и правам.
Работает над защитой всеобщего здоровья уже более 30 лет, хотя в последние годы это стало более сложной задачей. COVID-19 — не единственное, с чем Фиджи в настоящее время борются, поскольку климатический кризис усугубляется. Тропические циклоны возникают в южной части Тихого океана, создавая по её мнению нехватку жилья, образования, воды и санитарии, еды и безопасности.
В 2011 году стала соучредителем фиджийской правозащитной организации «Различные голоса и действия» (DIVA) за равенство, в которой она продолжает работать в качестве политического советника специальных проектов. Группа служит для поддержки ЛБТИ-людей путем создания сети взаимной поддержки. Согласно веб-сайту Astraea Lesbian Foundation, Набуливу и члены DIVA работают вместе, чтобы продвигать равенство, защиту и продвижение сексуальных прав, прав человека, гендерной справедливости, а также социальной, экономической, экологической и климатической справедливости.
DIVA проводит просвещение общественности по вопросам ЛГБТ и прав женщин, создает для них безопасные места и работает с ЛГБТ и женщинами-лесбиянками, чтобы гарантировать людям безопасное убежище с защитой от непогоды и санитарными удобствами, такими как водопроводная вода и туалеты. Насилие в отношении женщин на Фиджи, такое как корректирующее изнасилование, происходит с одними из самых высоких показателей на душу населения в мире, что придает важность миссии DIVA по строительству временных и постоянных приютов для жертв вдали от их насильников.
Из-за изменения климата на Фиджи наблюдается сокращение сельскохозяйственного производства: например, пчелы производят меньше мёда из-за нехватки цветов. Фиджи также пострадали от усиливающихся тропических циклонов (таких как циклон «Уинстон» в 2016 году) и повышения уровня моря, которые вынудили десятки прибрежных поселений эвакуироваться. Актуальна проблема феминистского движения и ЛГБТ, поскольку те, кто уже маргинализированы и обнищали, впоследствии сталкиваются с насилием и неопределенностью.
DIVA собрала сеть из примерно 600 женщин, сформировав организацию «Женщины защищают общее», имея в виду экосферу и биосферу, которые являются общими для всех людей. Группа принимает участие в таких мероприятиях, как посадка мангровых лесов.

## Награды
В 2020 году стала лауреатом премии Джоан Б. Данлопа Международной коалиции за здоровье женщин.